# Lodovico Caldesi
Lodovico Caldesi (Faenza, 19 febbraio 1821 – Faenza, 25 maggio 1884) è stato un micologo, botanico e politico italiano.

## Biografia
Allievo di Filippo Parlatore prima e di Giuseppe De Notaris poi, alternò lo studio della botanica, che lo aveva portato a specializzarsi sulle briofite, sulle spermatofite e sulle alghe, ad un'intensa attività politica, durante il Risorgimento.
Di ideali liberali, partecipò, infatti, ai moti del 1848, venendo eletto l'anno successivo all'Assemblea costituente della Repubblica Romana. Dopo l'Unità, e in particolare dal 1866, venne eletto, invece, deputato del Regno d'Italia.
Si occupò di redigere, per la raccolta sulla Flora italiana di Parlatore, la sezione relativa alle primulacee. Gli altri suoi studi sulla flora, raccolti sotto il titolo di Florae Faventinae Tentamen, vennero prevalentemente pubblicati, a dispense, sul «Nuovo Giornale Botanico Italiano». Donò il suo erbario all'Orto botanico dell'Università di Bologna, che tuttora lo conserva. La sua biblioteca, che comprende oltre 1.400 volumi di botanica e scienze naturali, forma il fondo a lui intitolato presso la Biblioteca comunale Manfrediana di Faenza.